# Treasured Soul
Treasured Soul e песен на френския диджей и продуцент Майкъл Калфан, изпълнител под шапката на Спинин Рекърдс. Излиза на 12 януари 2015 г. във формат за дигитално сваляне. Достига до номер 17 в Ю Кей Сингълс Чарт и номер 101 във Франция.